# Borough of Havant
Havant ist ein Verwaltungsbezirk mit dem Status eines Borough in der Grafschaft Hampshire in England. Im Jahr 2011 hatte er 120.684 Einwohner. Orte sind Havant, Waterlooville, Emsworth und Hayling Island.